# Sistema de llançament reutilitzable

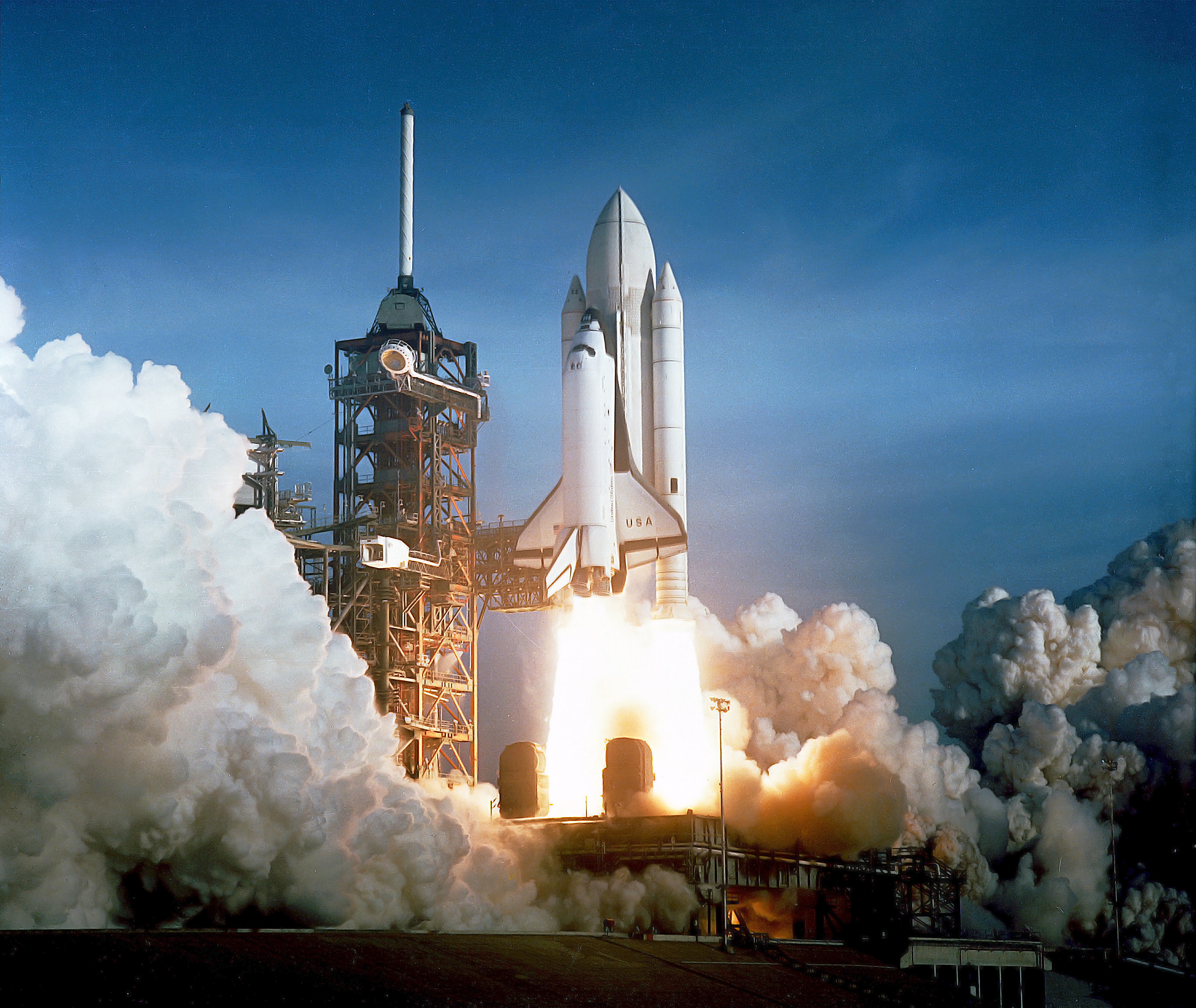
12 d'abril de 1981 primera missió (STS-1) del Columbia, el primer vehicle de llançament parcialment reutilitzable.

Un sistema de llançament reutilitzable (o reusable launch system, reusable launch vehicle o RLV en anglès) és un sistema de llançament que és capaç de llançar un vehicle de llançament a l'espai més d'una vegada. Això contrasta amb els sistemes de llançament d'un sol ús, on cada vehicle de llançament es llança una sola vegada i després és rebutjat.
Fins ara cap vehicle orbital reutilitzable real s'ha arribat a fer servir. L'exemple més proper va ser el transbordador espacial, però era parcialment reutilitzable. L'orbitador, que incloïa els motors principals, i els dos coets acceleradors sòlids, van ser reutilitzats després de diversos mesos de reacondicionament de cada llançament. El tanc extern de combustible era d'un sol ús, però hauria estat possible la seva reutilització en l'espai per a diverses aplicacions.
Es creu que els RLVs orbitals poden proporcionar la possibilitat de l'accés espacial a baix cost i de manera altament fiable. No obstant, la reutilització afecta implicacions de pes, com ara l'ús de protecció noablativa per a la reentrada i possiblement una estructura més forta per sobreviure a múltiples usos, i donada la falta d'experiència amb aquests vehicles, els costos i la fiabilitat reals encara estan per veure.

## Llançadores orbitals reutilitzables

### Actualment en ús
- SpaceX Falcon 9 (anunciat com a parcialment reutilitzable; va ser llançat amb èxit el 2010).
- SpaceX Falcon Heavy (variant del Falcon 9; va ser llançat amb èxit el 6 de febrer de 2018).

### Planejats
- SpaceX Starship Vehicle espacial interplanetari 100% Reutilitzable, dissenyat per SpaceX, S'ha anunciat la data per a la primera prova de vol orbital per a l'abril de 2023, també podria ser utilitzat per la Nasa per a les missions Artemisa.
- PlanetSpace Silver Dart (fuselatge autosostingut reutilitzable en part, basat en disseny de planador hipersònic).
- Skylon un avió espacial amb capacitat d'òrbita en una etapa, que absorbeix aire prerefredat fins a mach 5,5.
- Kistler Aerospace K-1 (vol inaugural programat encara no anunciat).
- Hopper (sistema de llançament europeu reutilitzable proposat).
- Avatar RLV (sistema de llançament hindú proposat com a reutilitzable per a petites càrregues).
- PLD Space Miura 5 Sistema de llançament orbital lleuger espanyol en desenvolupament.
- CALLISTO Coet reutilitzable francoalemany.

### Històrics
- Transbordador espacial (parcialment reutilitzable; retirat el 2011)
- Sistema coet Energia-Buran de la Unió Soviètica (parcialment reutilitzable).

### Cancel·lats
- Kliper (Nau espacial Rus-Europea parcialment reutilitzable que seria llançada per primera vegada prop del 2011. S'ha anunciat, però, que Enérguia encara segueix treballant a la nau, i el programa espacial Rus planeja revisar la decisió de cancel·lar el Kliper una vegada produeixin la seva versió modernitzada de la Soiuz. El programa espacial rus podria decidir usar-lo després de tot, fins i tot podria ser capaç de comercialitzar-lo a altres programes espacials si ho acaben).
- Roton vehicle de llançament comercial- sense fons.
- SpaceX Falcon 5 Reemplaçat per Falcon 9.